# Jacek Kośmider
Jacek Kośmider (ur. 30 czerwca 1963 w Krakowie) – polski piłkarz ręczny, reprezentant Polski. Występował na pozycji bramkarza.

## Życiorys
Jest wychowankiem Hutnika Kraków. W 1993 roku przeszedł do Iskry Kielce, z którą sięgnął dwukrotnie po mistrzostwo Polski. W kieleckim klubie występował do końca sezonu 1995/1996. Później był trenerem bramkarzy i kierownikiem drużyny BKS Bochnia
W zorganizowanym w 2006 roku plebiscycie na Siódemkę Marzeń kieleckiego klubu zajął drugie miejsce na pozycji bramkarza uzyskując 313 głosów ustępując tylko Rafałowi Bernackiemu z 1327 głosami.

## Osiągnięcia
- Złoty medal Mistrzostw Polski:  1994, 1996
- Srebrny medal Mistrzostw Polski:  1995
- Finalista Pucharu Polski:  1995